# Cellarengo
Cellarengo ist eine Gemeinde in der italienischen Provinz Asti (AT), Region Piemont.

## Lage und Einwohner
Cellarengo liegt 30 km westlich von der Provinzhauptstadt Asti an der Grenze zur Provinz Cuneo. Das Gemeindegebiet umfasst eine Fläche von zehn km² und hat 716 Einwohner (Stand 31. Dezember 2023). Zur Gemeinde zählen auch die kleinen Dörfer und Weiler (Frazioni) Menabò, Castellino und Cielo.
Die Nachbargemeinden sind Isolabella (TO), Montà (CU), Poirino (TO), Pralormo (TO) und Valfenera.